# Villa rustica de la Sarighiol de Deal
Villa rustica este situată la 3 km norde de localitatea Sarighiol de Deal din județul Tulcea. 

## Legături exerne
- Roman castra from Romania (includes villae rusticae) - Google Maps / Earth Arhivat în 5 decembrie 2012, la Archive.is